# Samson (film 1915)
Samson è un film muto del 1915 diretto da Edgar Lewis. La sceneggiatura di Henri Bernstein si basa sull'omonimo lavoro teatrale dello stesso Bernstein andato in scena a Broadway il 19 ottobre 1908. Fu la prima trasposizione cinematografica della commedia che venne poi portata sullo schermo prima con Sansone - diretto nel 1923 da Torello Rolli - e poi, nel 1936, con Sansone, diretto da Maurice Tourneur.

## Trama
Maurice Brachard lascia il vicolo dei Ladri, il violento quartiere dove ha passato la sua gioventù, per trovare la propria strada nella vita. Ispirandosi alla storia biblica di Sansone, Brachard diventa a Parigi un gigante finanziario con le sue speculazioni sul rame egiziano. Il marchese e la marchesa D'Andolin, le cui fortune sono ormai sull'orlo della bancarotta, convincono Marie, la loro figlia, a sposare Maurice. Lui è molto innamorato della moglie mentre lei lo disprezza per le sue maniere ineleganti e rozze. Corteggiata garbatamente da Jerome Govaine, uno degli speculatori che hanno investito sul rame, Marie, infatuata di lui, accetta di incontrarlo durante un'assenza del marito. Maurice, però, messo sull'avviso da Elise Vernette, si reca al luogo dell'appuntamento, incontrando la moglie mentre questa sta fuggendo via da Jerome, che ha cercato di aggredirla. Volendo vendicarsi di Govaine, Maurice attacca il mercato del rame, rovinando così sia il suo rivale che sé stesso. Poi si accinge a lasciare per sempre la Francia: Marie, però, dopo essersi resa conto del valore del marito, si offre di accompagnarlo e parte con lui.

## Produzione
Il film fu prodotto dalla Box Office Attractions Company (con il nome The Box Office Attraction Company of America).

## Distribuzione
Il copyright del film, richiesto da William Fox, fu registrato il 4 gennaio 1915 con il numero LP5113.
Presentato da William Fox e distribuito dalla Fox Film Corporation, il film uscì nelle sale statunitensi nel gennaio 1915.
Copia completa della pellicola si trova conservata negli archivi della Cinemateca do Museu de Arte Moderna di Rio de Janeiro.